# Torrente Portello
Torrente Portello este o arie protejată (arie specială de conservare — SAC, sit de importanță comunitară — SCI) din Italia întinsă pe o suprafață de 30 ha, integral pe uscat.

## Localizare
Centrul sitului Torrente Portello este situat la coordonatele 38°16′01″N 15°50′14″E / 38.266944°N 15.837222°E.

## Înființare
Situl Torrente Portello a fost declarat sit de importanță comunitară în septembrie 1995 pentru a proteja 1 specie de plante și 3 specii de animale. Situl a fost protejat și ca arie specială de conservare în iunie 2017.

## Biodiversitate
Situată în ecoregiunea mediteraneană, aria protejată conține 5 habitate naturale: Izvoare petrifiante cu formare de travertin (Cratoneurion), Păduri de Castanea sativa, Păduri de Quercus ilex și Quercus rotundifolia, Păduri aluvionare cu Alnus glutinosa și Fraxinus excelsior (Alno-Padion, Alnion incanae, Salicion albae), Păduri pe pante, grohotișuri și ravene de Tilio-Acerion.
La baza desemnării sitului se află mai multe specii protejate:
- plante (1): Woodwardia radicans
- păsări (3): erete de stuf (Circus aeruginosus), gaia neagră (Milvus migrans), viespar (Pernis apivorus)

Pe lângă speciile protejate, pe teritoriul sitului au mai fost identificate 5 specii de plante, 1 specie de reptile.